# 私の10のルール
『私の10のルール』（わたしのじゅうのルール）は、TBS系列局の一部で放送されていたドキュメンタリー番組である。TBSとイーストの共同製作。製作局のTBSでは2009年4月8日（4月7日深夜）から同年9月23日（9月22日深夜）まで、毎週水曜 0:29 - 0:59 （火曜深夜、日本標準時）に放送。

## 概要
毎回1人の人物を取り上げていた深夜のヒューマンドキュメンタリー番組。その人物が自らの指針としている10のルールに着目し、それらを1つ1つ語ってもらうことで彼らの人物像を探っていた。ナレーターは星野源が務めていた。オープニングテーマはビースティ・ボーイズの「Time for Livin'」。

## 取り上げた人物
- 中村獅童
- 杏
- 箭内道彦
- 来栖けい
- 宮本浩次（エレファントカシマシ）
- 清宮克幸（当時サントリーサンゴリアス監督）
- 大森南朋
- 役所広司
- 倉本美津留
- RYO-Z （RIP SLYME）
- 真木勇人
- 藤田志穂
- 須藤元気
- 冨永愛
- 横山剣（クレイジーケンバンド）
- 千原ジュニア（千原兄弟）
- 中田ヤスタカ
- KREVA
- 小雪

## スタッフ
- 技術：LOOP
- 編集・MA：IMAGICA
- 音効：高島慎太郎（当時メディアハウス）
- プロデューサー：松本彩夏
- 演出：西本篤史、長島翔、前田真人、岡野耕太
- 製作著作：TBS、イースト

## 放送局
| 放送対象地域   | 放送局             | 放送日時                                                    | 放送期間                                                   | 備考       |
| -------------- | ------------------ | ----------------------------------------------------------- | ---------------------------------------------------------- | ---------- |
| 関東広域圏     | TBSテレビ (TBS)    | 水曜 0:29 - 0:59 （火曜深夜）                               | 2009年4月8日 - 2009年9月23日                               | 製作局     |
| 中京広域圏     | 中部日本放送 (CBC) | 水曜 0:29 - 0:59 （火曜深夜）                               | 2009年4月8日 - 2009年9月23日                               | 同時ネット |
| 岡山県・香川県 | 山陽放送 (RSK)     | 水曜 0:29 - 0:59 （火曜深夜）                               | 2009年4月8日 - 2009年9月23日                               | 同時ネット |
| 北海道         | 北海道放送 (HBC)   | 火曜 0:26 - 0:56 （月曜深夜）                               | 2009年4月21日 - 2009年10月13日                             |            |
| 岩手県         | IBC岩手放送 (IBC)  | 金曜 23:59 - 翌0:29                                         | 2009年10月9日                                              |            |
| 高知県         | テレビ高知 (KUTV)  | 木曜 23:59 - 翌0:29                                         |                                                            |            |
| 福岡県         | RKB毎日放送 (RKB)  | 火曜 0:59 - 1:29 （月曜深夜） 金曜 1:55 - 2:25 （木曜深夜） | 2009年4月21日 - 2009年7月21日 2009年8月7日 - 2009年10月9日 |            |
| 熊本県         | 熊本放送 (RKK)     | 火曜 0:24 - 0:54 （月曜深夜） 月曜 23:59 - 翌0:29           | 2009年7月28日 2009年8月3日 - 2009年10月5日                 | 不定期放送 |
| 鹿児島県       | 南日本放送 (MBC)   | 土曜 16:24 - 16:54 水曜 0:20 - 0:50 （火曜深夜）            | 2009年7月18日 2009年8月5日 - 2009年8月12日                 | 不定期放送 |